# Patxi Rípodas
Patxi Rípodas Oroz, deportivamente conocido como Rípodas (Pamplona, Navarra, España, 13 de septiembre de 1960) es un exfutbolista español. Jugaba como centrocampista y disputó casi toda su carrera en el Club Atlético Osasuna, club donde debutó como profesional. Fichó libre en 1989 por el Athletic Club, donde pasó cuatro temporadas.
Es tío del también futbolista Tiko.
En total jugó 217 partidos en Primera División con Osasuna y marcó 28 goles. En el Athletic Club jugo 72 partidos para marcar un único gol.
Tras su retirada, fue entrenador en las categorías inferiores del Athletic Club, CD Basconia o Peña Sport.

## Clubes
| Club                | País   | Año       |
| ------------------- | ------ | --------- |
| CA Osasuna Promesas | España | 1979-1980 |
| CA Osasuna          | España | 1979-1989 |
| Athletic Club       | España | 1989-1993 |